# ドラ・デル・オヨ
ドラ・デル・オヨ・アロンソ（Dora del Hoyo Alonso, 1914年1月11日 - 2004年1月10日）は、スペイン出身の家政婦。洗濯や掃除のような家事を通して平凡な生活の中で聖性を求めたオプス・デイの女子メンバーであった（最初のアシスタント・ヌメラリである）。2012年に列聖調査がローマで開始された。
フルネームは「Salvadora del Hoyo Alonso」であり、「Dora」は「Salvadora」愛称である。

## 生涯
1914年1月11日、スペインのレオン県ボカ・デ・ウエルガノで、農家の6人兄弟の5番目として生を受けた。信心深いカトリックの家族の中で、ドラは、勤勉に働くことや喜んで家事をすることを学んだ。26歳の時、マドリードで家政婦として働き始め、すぐに理解力と手先の器用さ、仕事の能力と向上心で頭角を現した。
1945年、ラ・モンクロア学生寮で働くこととなり、そこでオプス・デイの精神的支柱であり創立者であるホセマリア・エスクリバーと出会ったのである。自分の仕事を立派にやり遂げて神に捧げることで、自分が聖人になり、他の人々の聖性に寄与できることを理解し、1946年3月14日、神の前で働くことを通して自らの聖性を目指し、聖性への召し出しが普遍的なものであることを広めたいと、オプス・デイに所属することを望んだ。同月17日にはコンチャ・アンドレスもオプス・デイへの所属を願い出て、この2人は世界で最初のアシスタント・ヌメラリであり、家事を果たすための専門知識や技術を磨き、その分野に献身する道を歩む人たちの、草分け的存在となった。聖ホセマリアは、聖ヨセフの祝日に2人の願いを受け取り、次のようにコメントしている：「これまでの霊名の日［＝聖ヨセフの祝日］の中で、最高の贈り物をもらいました」。
聖ホセマリア・エスクリバーは、学生寮を望み通りの家庭的な雰囲気にするため、ドラがこの上もない助け手であることをすぐに見抜いた。経験豊かな彼女のおかげで、洗濯・掃除・料理が瞬く間に向上し、落ち着いた明るい雰囲気を醸し出すようになったのである。しばらくして終の棲家となるローマのセンターに移った。いつもよく働き、忠実な彼女は、オプス・デイの創立者のかけがえのない支えとなり、献身的に率先して働いた。
仕える精神と職業面の高い能力を備え、一つひとつの平凡な行いに隠された聖化と使徒職に関する意味を見つけることのできる女性であった。ローマにおいて、そこに集まる世界中の女性たちの形成に協力し、あらゆる社会環境の中で推進されているオプス・デイの使徒職に貢献した。2004年1月10日に死去（翌日は90歳誕生日であった）。
今は、ローマにある平和の聖マリア教会（Viale Bruno Buozzi, 75） の地下墓所に眠っている。その教会には、オプス・デイ創立者である、聖ホセマリア・エスクリバーや最初の後継者である福者アルバロ・デル・ポルティーリョ司教が埋葬されている。彼女の死去後、数知れない人たちが、ドラの影響を受けたということを自然に語り始めた。ドラと関わりのあった人たちは、神との深い交わりと教会への愛、剛毅とあらゆる人たちへの愛に感銘を受けていた。また、最近、その取次ぎによって恵みを受けたという便りが数多くの人から寄せられている。

## 列聖調査

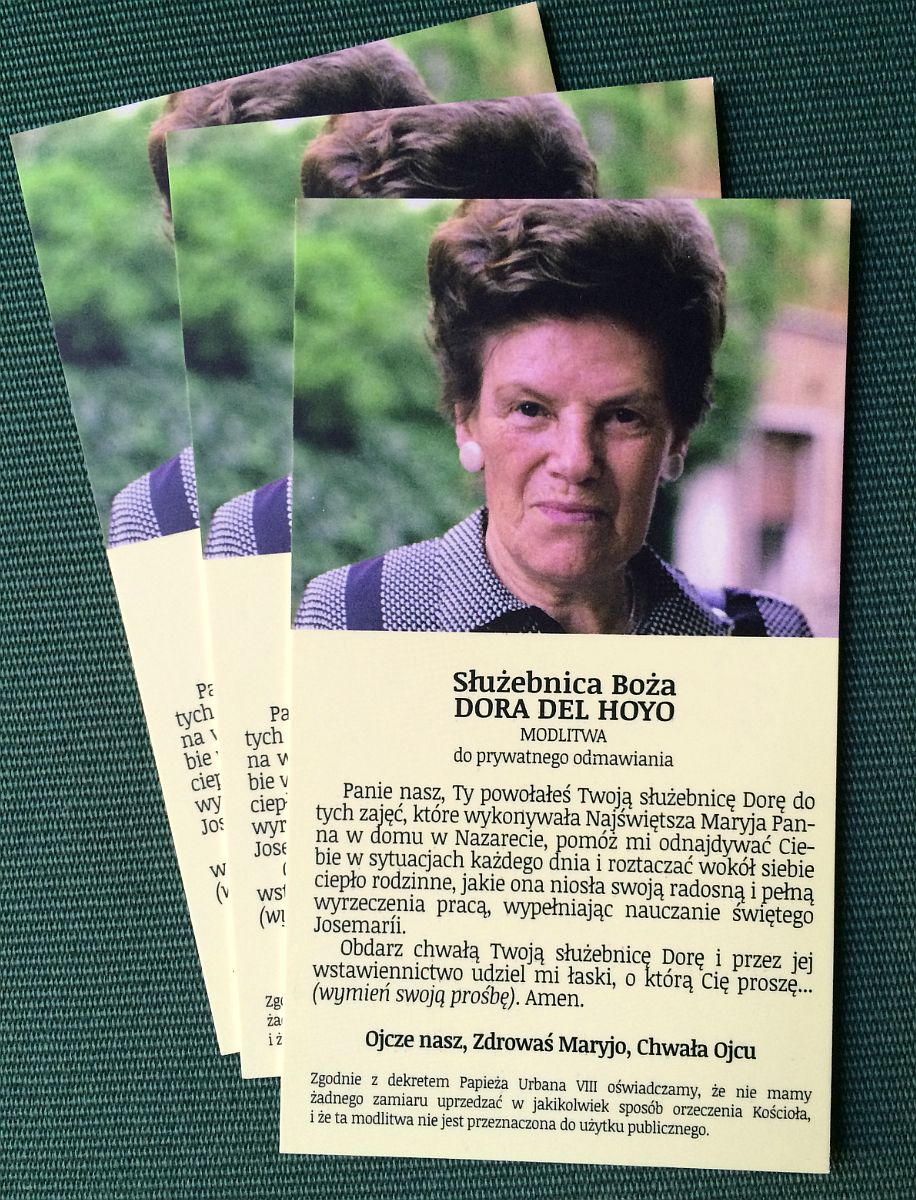
ドラへの祈りのカード

2012年6月18日、オプス・デイ属人区長は、ローマにおけるドラ・デル・オヨの列聖審理を開始した。
ドラの生涯について司教ハビエル・エチェバリーア属人区長は次のように述べている。「彼女が教会と社会全体に対して果たした、そしてこれからも果たす役割に関して、私は確信を深めています。主は、ドラ・デル・オヨを、ナザレの家庭で聖母マリアがされていたのと同じ仕事に従事するように呼ばれました。キリスト者としての生き方への忠実さによって表された彼女のキリスト者としての模範は、奉仕の精神の理想を生き生きと保たせることに貢献し、家庭教会としての家庭が持つ重要性を我々の社会に知らしめることになるでしょう。彼女はそのことを、毎日の仕事を寛大に喜んで果たすことで実践してきたのです。列聖されるということの第一の意義は、人々に役立つことであり、それゆえに教会を豊かにするということです。彼女のケースは、家事を通して喜んで奉仕することによって毎日の生活を絶え間ない神への捧げものにできることを理解するために、役立つものとなることでしょう」。

## ドキュメンタリー
2014年、ドラの生誕100周年を記念するため、30分のドキュメンタリーが制作された。

## ドラの取り次ぎを願う祈り
祈願：主なる神よ、あなたは、幸いなおとめマリアがナザレの家庭で従事なさった仕事に携わるよう、あなたのしもべドラをお呼びになりました。聖ホセマリアの教えに従って、ドラが喜びに満ちた献身的な仕事振りで実現させたように、私も毎日の様々な状況の中で、あなたに出会い、暖かい家庭の雰囲気を周囲に広めることができるようお助けください。あなたのしもべドラに栄光をお与えください。その取次によって私の願い（ここでお願いする）をお聴き入れください。アーメン。

主の祈り、アヴェ・マリアの祈り、栄唱　（各１回）